# محمد عليم الدين
محمد عليم الدين وقت لاحق دون فرناندو دي عليم الدين سلطان لسولك وصباح 1735-1748 و 1764-1774. نجل الرئيس السابق سلطان أنا مسعود بدر الدين، تولى العرش في عام 1732 بعد تنازل والده عنه. وتم الاعتراف رسميًا في عام 1735 عندما نصار الدين ابن عمه تنازل عن المطالبات بالعرش.